# Рододендрон красноватый

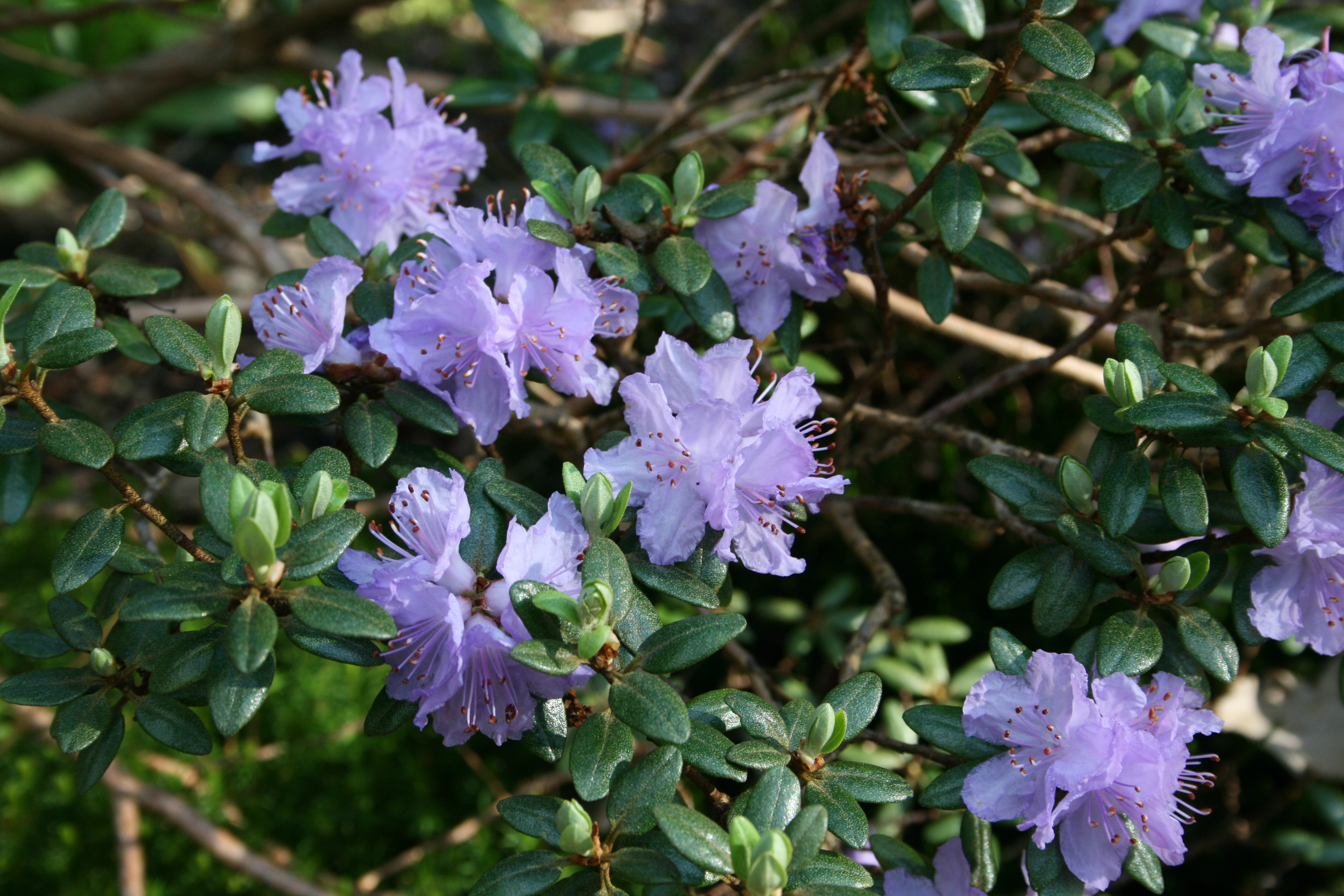

Рододендрон красноватый, или Рододендрон краснеющий (лат. Rhododendron russatum) — растение из рода рододендрон, вечнозелёный кустарник. Используется в качестве декоративного садового растения, а также в селекционных программах для получения декоративных сортов рододендронов.
Китайское название: 紫兰杜鹃 zi lan du juan.

## Распространение
Китай (Сычуань, Юньнань), Мьянма. Лесные поляны, альпийские пастбища, каменистые склоны, скалы на высотах (2500—) 3400—4300 метров над уровнем моря. 

## Описание
Вечнозелёный кустарник. Высота 0,3—1,5 м, диаметр до 0,8 м. Крона подушковидная. Кора бурая. Побеги сильночешуйчатые.
Листья продолговато-ланцетовидные, сверху бледно или тёмно-зелёные, снизу красновато-бурые, с обеих сторон густочешуйчатые, 11,6—4 (—6,5) × 0,6—1,7 см. Черешок длиной 1—6 (—9) мм, чешуйчатый.
Цветки по (4—)6—10(—15) на концах побегов. Цветоножка чешуйчатая, 1—2 (—5) см. Венчик воронковидный, темно-синий, фиолетовый, или розовый с белым зевом, внутри слабоопушённый, снаружи без чешуек, диаметр до 2 см, без запаха. Тычинок (5—)10, тычиночные нити у основания прикрыты пушистыми волосками
Плод — коробочка. Семена созревают в сентябре — октябре.
Время цветения в условиях Латвии конец мая — начало июня в течение 25 дней. Часто наблюдается повторное осеннее цветение. Один из красивейших долгорастущих, обильно и ежегодно цветущих декоративных кустарников.

## В культуре
В культуре известен с 1922 года.
Зацветает на 4-й год после высева семян. Используется в альпинариях. Светолюбив. Предпочитает кислые, влажные, хорошо дренированные почвы. Растёт медленно. Годичный прирост 3—5 см.
По данным American Rhododendron Society выдерживает зимние понижения температуры до -23 °C. В условиях Латвии полностью зимостоек. 